# Разъезд 42 (Акмолинская область)
Разъезд 42 — разъезд в Аршалынском районе Акмолинской области Казахстана. Входит в состав Волгодоновского сельского округа. Код КАТО — 113441600.

## География
Разъезд расположен в северо-восточной части района, на расстоянии примерно 32 километров (по прямой) к северо-западу от административного центра района — посёлка Аршалы, в 7 километрах к западу от административного центра сельского округа — села Волгодоновка.
Абсолютная высота — 366 метров над уровнем моря.
Ближайшие населённые пункты: село Жибек Жолы — на северо-западе, село Жалтырколь — на юге, станция Бабатай — на юго-востоке, село Волгодоновка — на востоке.
Через разъезд проходит железная дорога «Астана — Караганда».

## Население
В 1989 году население разъезда составляло 134 человека (из них русские — 60%, казахи — 30%).

В 1999 году население разъезда составляло 183 человека (88 мужчин и 95 женщин). По данным переписи 2009 года, в разъезде проживало 199 человек (97 мужчин и 102 женщины).
| Численность населения | Численность населения | Численность населения |
| 1989                  | 1999                  | 2009                  |
| --------------------- | --------------------- | --------------------- |
| 134                   | ↗183                  | ↗199                  |

## Улицы[5]
- ул. Астана
- ул. Конституция